# Mala Pasica
Mala Pasica ist der Name einer Karsthöhle im Ort Gornji Ig auf dem Gemeindegebiet von Ig in der Oberkrain (Slowenien).

## Beschreibung
Die Höhle liegt südlich des Laibacher Moors auf der Rakitnica-Krim-Hochebene mit einem Eingang am südlichen Rand des Dorfes Gornji Ig, auf einer Höhe von 695 m über dem Meeresspiegel.
In unmittelbarer Nähe befindet sich die Velika-Pasica-Höhle, die früher Teil desselben Höhlensystems war. Heute sind die beiden Höhlen jedoch durch den Einsturz der Decke zwischen ihnen getrennt. Somit befindet sich der Eingang der nur 10 m vom äußersten Punkt von Velika pasica entfernt und zwischen ihnen befindet sich eine Doline. Sie sind hydrologisch miteinander verbunden, das Wasser strömt ihnen jedoch meist nur von der Oberfläche in unmittelbarer Nähe zu.
Die Tunnel verlaufen vom Eingang aus etwa horizontal einige Dutzend Meter nach Westen und enden blind. Die darin befindlichen Stalaktiten sind mäßig entwickelt und wurden auch durch Besucher beschädigt. Die Höhle ist ansonsten trocken, das unter der Decke sickernde Wasser bildet nur einzelne kleine Pfützen.